# Opéra Garnier

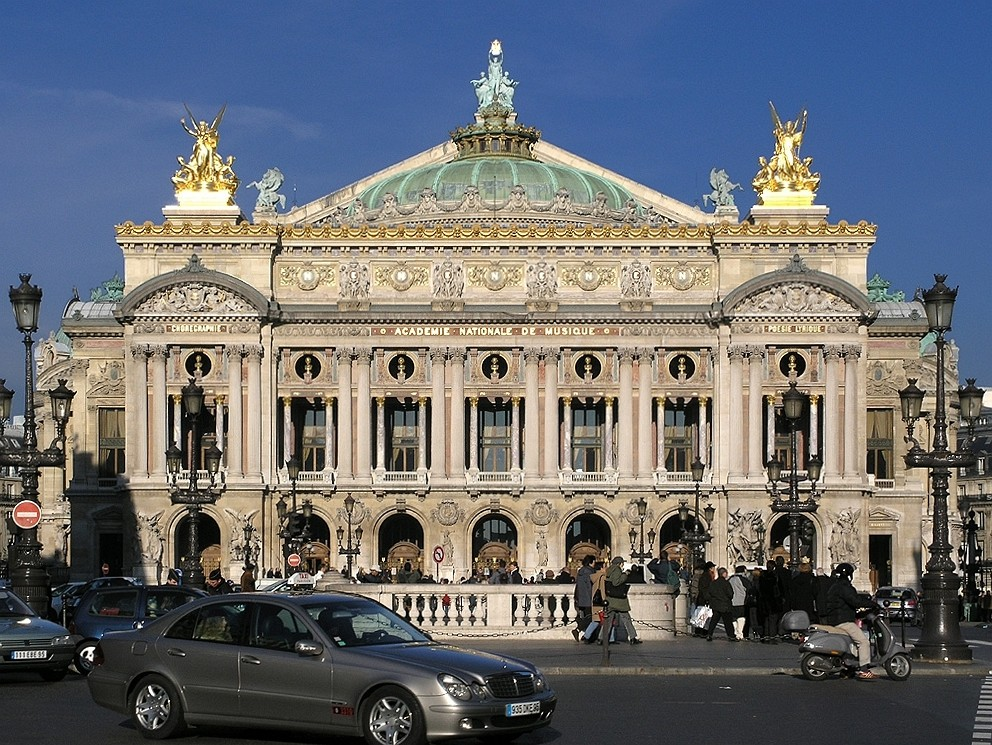
Opéra Garnier, imagine actuală

Palais Garnier este un reper al intrării nordice a Bulevardului Operei (Avenue de l'Opéra) din Paris, Franța. Este privit ca una din piesele de valoare arhitecturală deosebită ale vremii sale. Construită în stilul eclectic, este al treisprezecelea teatru care găzduiește Opera din Paris, de la fondarea sa de către Ludovic al XIV-lea în 1669.
Este denumită de multe ori Opera din Paris, însă de la construirea Operei Bastille în 1989 este desemnată drept Opéra Garnier.
Palatul Garnier a fost construit la ordinul lui Napoleon al III-lea, ca parte a unui plan de mare anvergură de modernizare urbanistică, realizat de către Baronul Haussmann. Proiectul a avut parte de o competiție, câștigată de Charles Garnier (1825-1898), un arhitect de 35 ani, pe atunci necunoscut. El va continua să activeze în acest domeniu prin construcția Opéra Garnier de Monte-Carlo în Monaco.

## Arhitectura

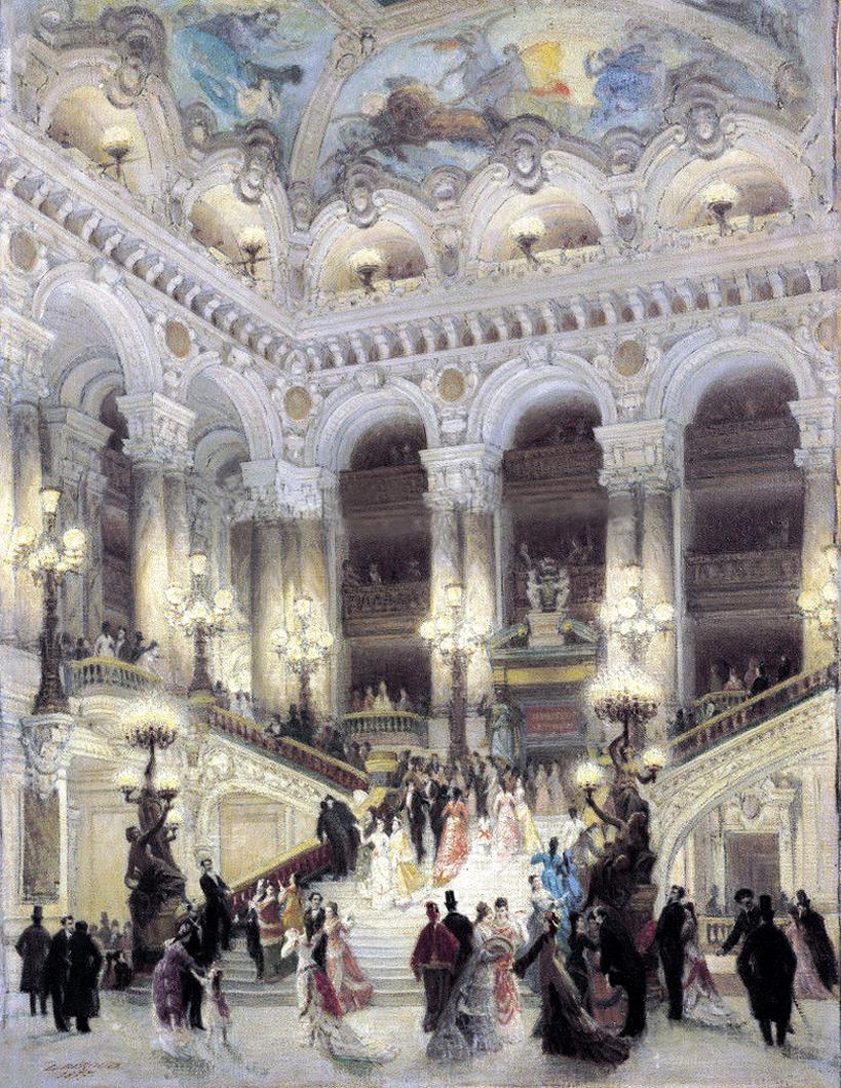
Opéra Garnier, treptele interioare, imagine a vremii

### Cronologie
- 1858 - emiterea unui decret care declară necesitatea construcției unei noi clădiri de operă, prevăzând în același timp realizarea unei Piețe a Operei (construită apoi în 1862-1864) și a unei străzi în spatele edificiului (l'Avenue de l'Opéra se amenajează în 1864-1876).
- 29 decembrie 1860 - organizarea unui concurs de arhitectură pentru realizarea noii opere.
- 31 ianuarie 1861 - 171 proiecte iau parte la concurs, printre care și cele ale celebrilor arhitecți Charles Rohault de Fleury și Eugène Viollet-le-Duc, care sunt însă eliminate în primul tur. Pentru cel de-al doilea tur al concursului se califică cinci candidați.
- 30 mai 1861 - Charles Garnier câștigă concursul.
- 21 iulie 1862 - contele Walewski pune piatra de temelie a clădirii.
- 1867 - edificiul este aproape finisat, cu ocazia Expoziției Mondiale de la Paris i se pot admira fațadele.
- 1868 - întreruperea lucrărilor.
- 1870-1871 - în timpul războiului franco-german, clădirea neterminată e transformată în magazie și e avariată.
- 28-29 octombrie 1873 - un incendiu care distruge Opéra Le Peletier determină noul guvern francez să reia construcția.
- 30 decembrie 1874 - opera este dată în primire guvernului republicii, deși nu e finisată.
- 5 ianuarie 1875 - reprezentația inaugurală în prezența oficialităților.

### Date generale
Materiale: Fațada din marmură, coloanele și traversele din fontă. 
Dimensiuni: 
- întregul complex: lărgime max. 125 m, lungime 173 m, înălțime în total 73,6 m
- treptele principale: înălțime 30 m
- sala: lărgime 	max. 31 m, înălțime 20 m, adâncime 32 m
- greutatea candelabrului: 8 t
- scena:	lărgime 48,5 m, înălțime 60 m, adâncime 27 m, lărgimea deschiderii 16 m
- foaierul principal: lărgime max. 31 m, înălțime 18 m, lungime 54 m

Decor
Sculptori: Jean-Baptiste Carpeaux (alegoria dansului), Louis-Félix Chabaud, Paul Dubois, Ursin-Jules Vatinelle, Jean-Claude Petit, Louis-Ernest Barrias, Jean-Baptiste Jules Klagmann, Charles-Alphonse Gumery, Jouffroy, Eugène Guillaume, Aizelin, Chapu, Falguière, J. J. Perraud, Évrard, Gruyère, Henri Jacquemart, Mathurin Moreau, François Truphème, Pierre-Louis Rouillard, Hyacinthe-Philéas Sobre, Eugène Louis Lequesne, Aimé Millet
Pictori: Isidore Pils, Paul Baudry, Georges Clairin, Ulysse Butin, Eugène-Romain Thirion, Gustave-Clarence-Rodolphe Boulanger, Nicolas Escalier, Jules-Eugène Lenepveu (tavanul originar al sălii), Marc Chagall (tavanul sălii din 1964).

### Descriere

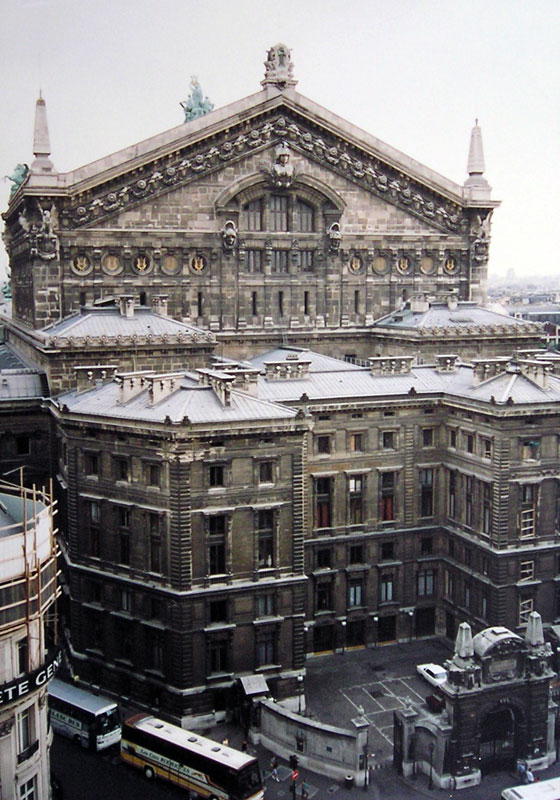
Spatele clădirii

Planul operei preia și dezvoltă un tip al construcțiilor de același gen foarte răspândit în Franța, întâlnit pentru prima oară la teatrul din Bordeaux (1773-1880), conceput de Victor Louis. Cu ajutorul secțiunii longitudinale, care a fost publicată cu ocazia Expoziției Mondiale din 1878, se poate demonstra intenția arhitectului de a concepe o clădire de proporții armonioase: vestibulele, casa principală a scărilor și foaierul alcătuiesc două cincimi ale complexului arhitectonic, casa scenei și garderobele alte două cincimi (aproximativ, de fapt spațiul rezervat lor va depăși cu puțin această proporție). Sala de spectacol va ocupa deci doar o cincime din întregul ansamblu, o proporție neobișnuit de mică. Spațiul reprezentativ nu este limitat doar la porțiunea frontală a clădirii, ci cuprinde și o sală circulară aflată sub sala de spectacol. Aceasta se deschide spre casa scării, ca și cele două pavilioane laterale, dintre care unul era rezervat împăratului. În spatele casei scenei se afla un foaier destinat numai abonaților.

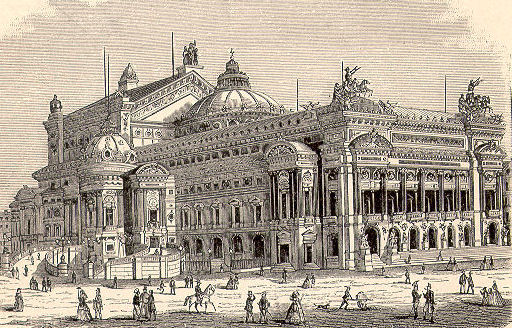
Opera într-o ilustrație din Pierers Universal-Lexikon, 1891

Exteriorul casei scenice reflectă structura ei interioară, concepută astfel încât să asigure reprezentarea operelor moderne la vremea aceea, ca de pildă ‘’Hughenoții’’ de Meyerbeer sau ‘’Faust’’ de Gounod, care necesitau decoruri uriașe și schimbări frecvente de scenă. Frontonul acestui corp arhitectural masiv și cupola sălii de spectacol sunt elementele care predomină vederea de ansamblu, deoarece fațada principală a trebuit să fie concepută respectând dimensiunile reduse ale Pieței Operei. Această fațadă relativ scundă este decorată în catul de jos cu grupuri sculpturale în al căror program iconografic se înscriu manifestări artistice în legătură cu drama muzicală: Dansul, Armonia, Muzica și Opera. Cel mai celebru grup alegoric din acest program este Dansul postclasicistului Jean-Baptiste Carpeaux, care împodobește flancul stâng al portalului din dreapta și o înfățișează în figura centrală pe Helene Racoviță (1845–1891). Nivelul superior al fațadei este structurat prin perechi de coloane înalte. Arhitrava se află în spatele acestei colonade și este purtată de coloane mai mici, aflate în intercolumniile colonadei exterioare. Porțiunile intercolumnice ale arhitravei sunt ornate cu busturi de compozitori celebri. Colonada interioară formează latura deschisă a unei logii spre care dau ușile foaierului principal. 
Sala scării cuprinde întreaga înălțime a edificiului. Acest spațiu este considerat a fi capodopera lui Garnier, drept cea mai îndrăzneață inovație în domeniu din secolul al XIX-lea, deoarece realizează integrarea unor nivele de înălțimi diferite într-un ansamblu unitar. Pictura de tavan a operei a fost adeseori criticată și în 1964 a sfârșit prin a fi înlocuită de picturile executate de Chagall, care au un efect oarecum straniu în contextul arhitecturii și decorurilor concepute altminteri ca un tot, la finele secolului al XIX-lea.

## Galerie

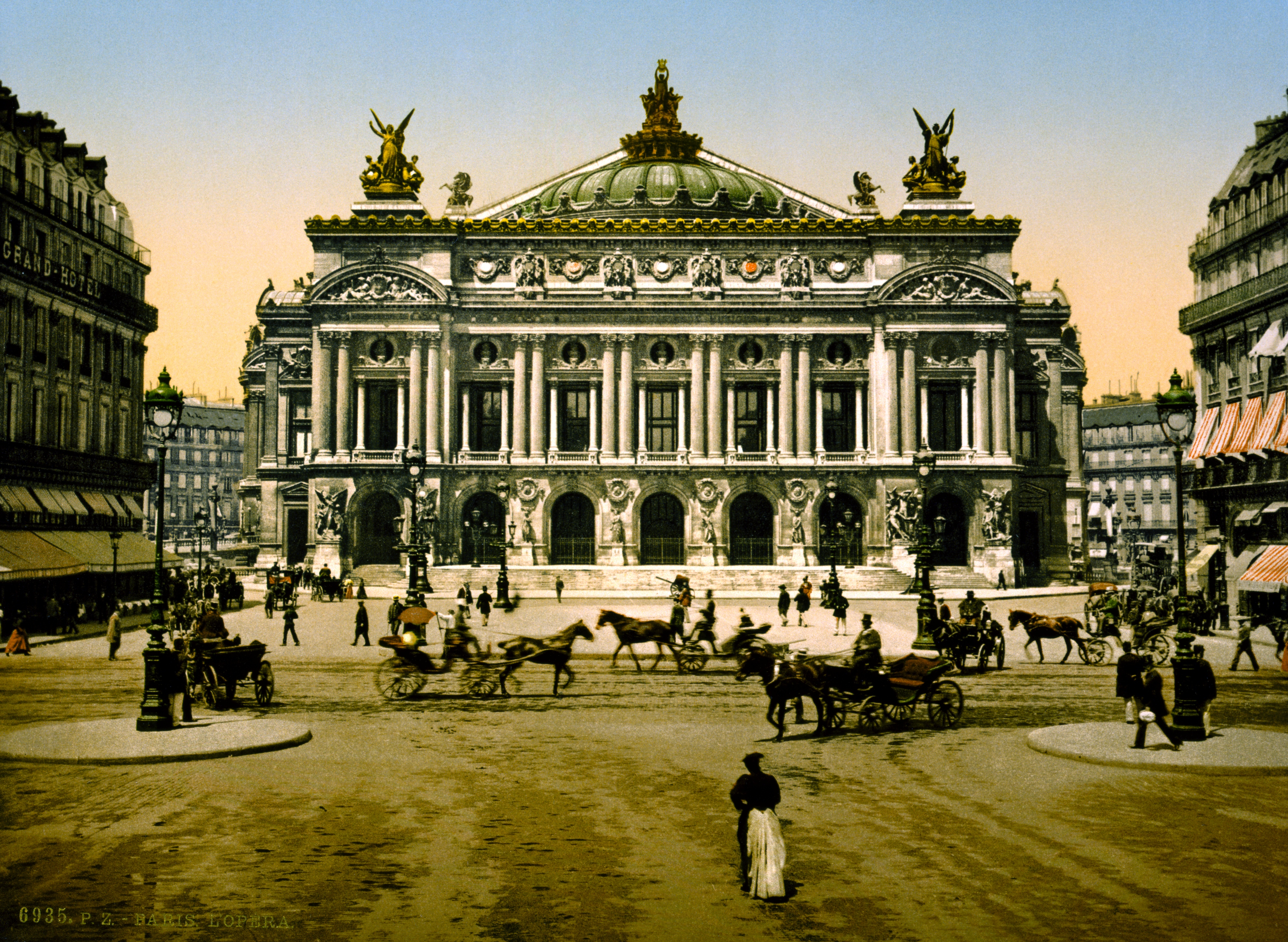
Opera pe la 1900
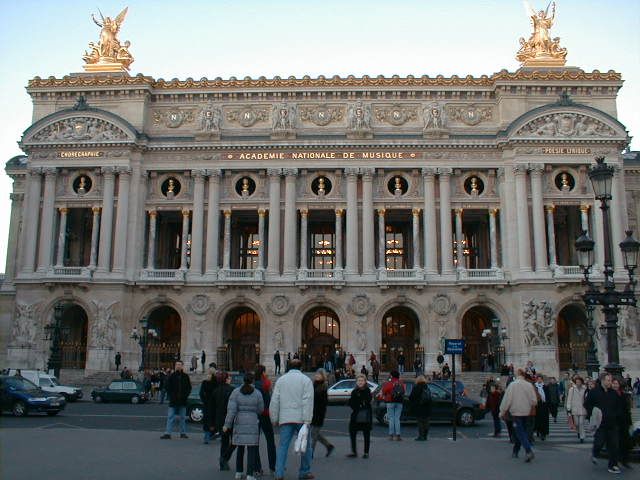
Faţada
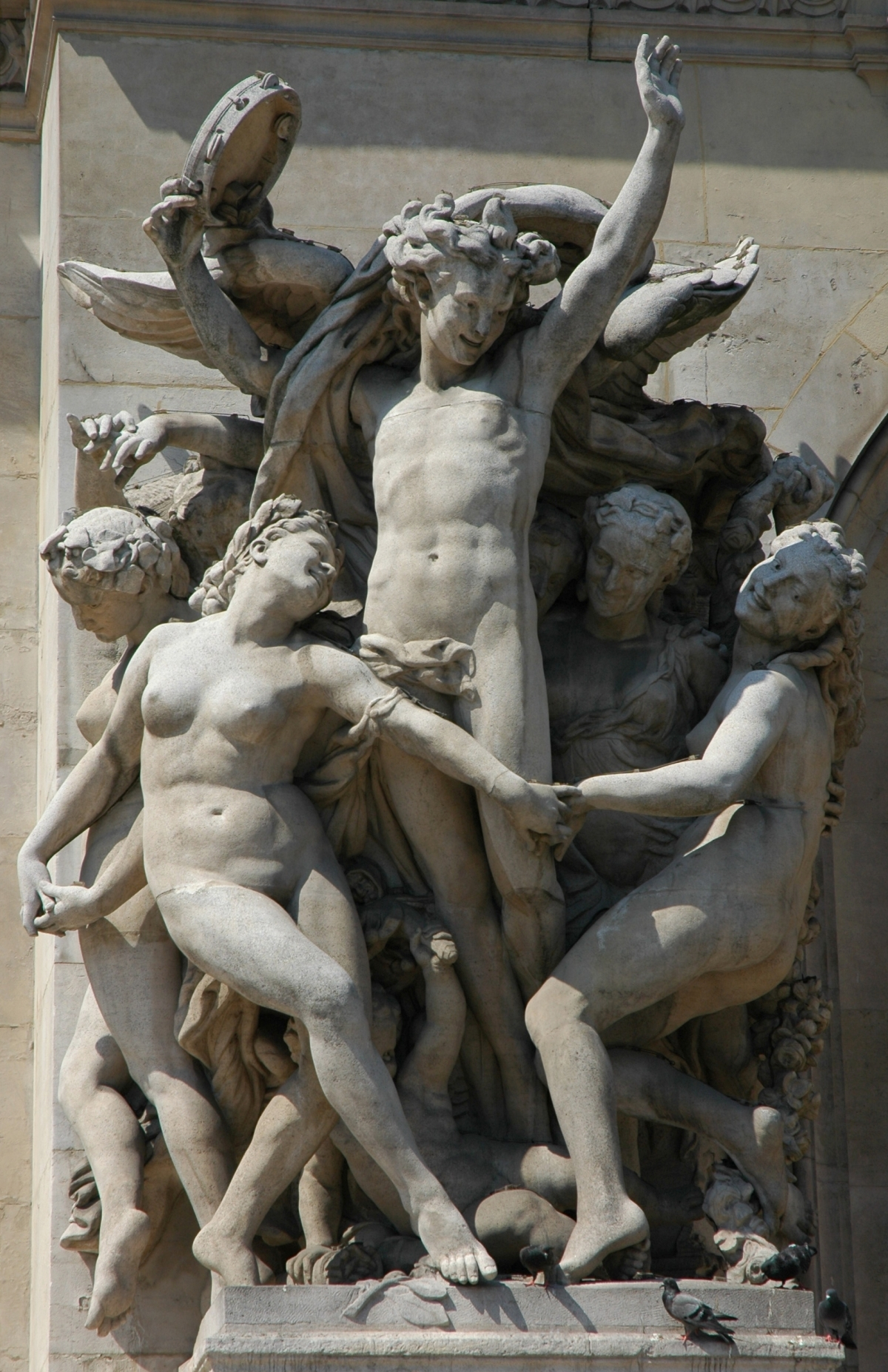
Jean Baptiste Carpeaux: “Dansul”, 1866-1869, înălţime 3,30 m
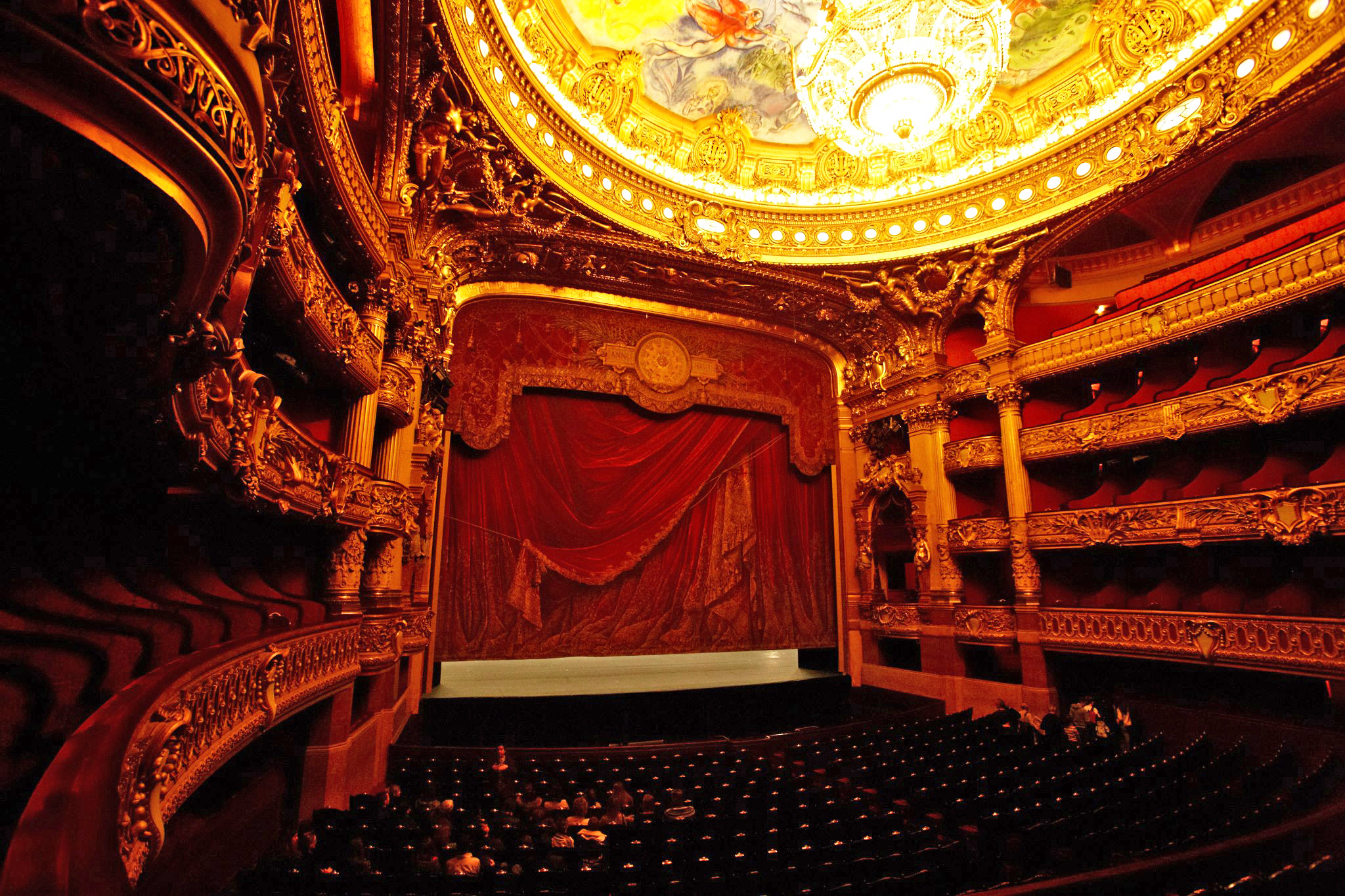
Sala de spectacol
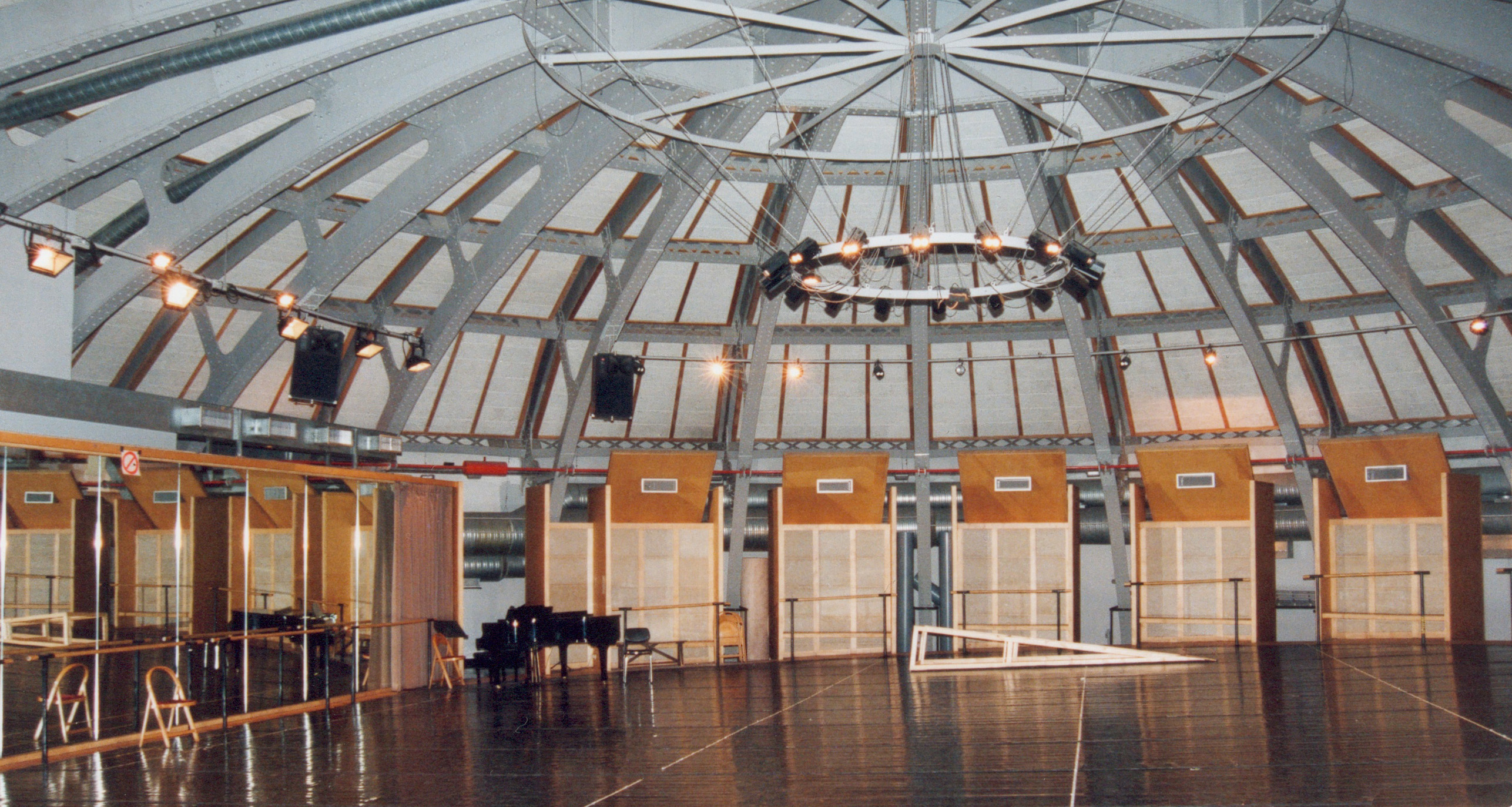
Sala de repetiţii